# Leidenberg (Insingen)
Leidenberg (früher auch Tauberleidenberg bzw. Bleutenberg genannt) ist ein Gemeindeteil der Gemeinde Insingen im Landkreis Ansbach (Mittelfranken, Bayern). Leidenberg liegt in der Gemarkung Insingen.

## Geografie
Unmittelbar westlich der Einöde liegt das Große Ramholz. Ein Anliegerweg führt zur Staatsstraße 2419 (0,3 km nordöstlich), die nach Insingen (3 km nördlich) bzw. an Untergailnau und Walkersdorf vorbei zur Anschlussstelle 109 der A 7 bei Wörnitz führt (4,5 km südöstlich).

## Geschichte
1406 wurde der Ort mit dem Nachbarort Gailnau von den Herren von Hohenlohe gekauft. Im 18. Jahrhundert hatte die Reichsstadt Rothenburg die Fraisch über den Ort, während Brandenburg-Ansbach die Vogtei innehatte.
Mit dem Gemeindeedikt (frühes 19. Jahrhundert) wurde der Ort dem Steuerdistrikt Gailnau und der Ruralgemeinde Insingen zugewiesen.

### Einwohnerentwicklung
| Jahr      | 001818 | 001840 | 001861 | 001871 | 001885 | 001900 | 001925 | 001950 | 001961 | 001970 | 001987 |
| Einwohner | 15     | 10     | 13     | 11     | 12     | 19     | 14     | 19     | 14     | 12     | 8      |
| Häuser    | 3      | 2      |        |        | 2      | 3      | 2      | 3      | 2      |        | 2      |
| Quelle    | [ 8 ]  | [ 9 ]  | [ 10 ] | [ 11 ] | [ 12 ] | [ 13 ] | [ 14 ] | [ 15 ] | [ 16 ] | [ 17 ] | [ 1 ]  |

## Religion
Der Ort ist seit der Reformation evangelisch-lutherisch geprägt und bis heute nach St. Ulrich und Sebastian (Insingen) gepfarrt. Die Einwohner römisch-katholischer Konfession sind nach St. Laurentius (Bellershausen) gepfarrt.